# الدولة السعودية الأولى والحجاز
تميزت العلاقة بين الدولة السعودية الأولى أو إمارة الدرعية التي تأسست في وسط شبه الجزيرة العربية عام 1744م والحجاز بالمد والجزر؛ حيث حدثت الحروب في بعض الفترات الزمنية بينما حدث في بعضها الآخر السلم أو الركود حتى تم ضم مناطق الحجاز بشكل كامل إلى الدولة السعودية الأولى.

## السعودية والأشراف
حاولت الدولة السعودية منذ قيامها بإقامة علاقة ودية مع أشراف الحجاز، إلا أن الأشراف اعتبروا أتباع الدعوة السلفية أعداءً لهم، فالشريف «مسعود بن سعيد» الذي عاصر الإمام «محمد بن سعود» عندما قدم إليه 30 عالماً من علماء الدعوة لمناظرة علماء أهل مكة، قام بحبسهم في السجن، بعد مناظرتهم التي لم يكن فيها وفاق بين الطرفين. وأمر قاضي مكة أن يصدر فتوى بتكفيرهم، كما رفض السماح لأهل نجد بأداء فريضة الحج، بحجة أن السلفية مذهب جديد مخالف للسنة وما عليه سائر المسلمين. تولى بعده الشريف «مساعد بن سعيد» الذي استمر بمنع الحج، إلا أنه في عام (1183هـ/1769م) سمح لأهل نجد بالحج، بعد أن أسر الجيش السعودي في إحدى سرياته فتى من أشراف مكة الشريف «منصور» وأطلق الإمام عبدالعزيز سراحه وأكرمه، فعاد لمكة يثني على الإمام عبد العزيز وطلب من الشريف أن يأذن لأهل نجد تقديراً لفعله ففعل.
وعندما تولى الشريف «أحمد بن سعيد» أمر مكة كان مبغضاً للترك، واتبع سياسة المودة والأخوة مع الدرعية، وفي عام (1185هـ/1771م) أرسل الشيخ والإمام عبد العزيز إلى مكة الهدايا للشريف «أحمد بن سعيد»، بعد أن كاتبهم وطلب منهم أن يرسلوا عالماً من علماء الدعوة يبين لهم ما يدعون إليه، فأُرسل الشيخ «عبد العزيز الحصين» الذي حمل معه رسالة إلى الشريف. وبعد أن تولى الشريف «سرور بن مساعد» (1186-1202هـ)، سمح لأهل نجد بالحج عام (1197هـ)، بعد أن قام الإمام عبد العزيز بإرسال الهدايا من أجل الرخصة لهم بالحج.

## الشريف غالب بن مساعد
كانت العلاقة بين الدولة والدعوة وبين الأشراف الحجاز على حالها من الركود، حتى عهد الشريف «غالب بن مساعد» الذي منع المسلمين من أداء فريضة الحج في عام (1202هـ/1787م)، بل قام بمنع الحجاج الذين يمرون على مناطق الإمام «عبد العزيز» مما ترتب عليه أضرار مادية لحقت بالدولة السعودية، معللاً أن سكان المنطقة ليسوا على الإسلام الصحيح، ويجب حماية الحجاج من الاختلاط بهم.
وفي عام (1204هـ/1789م) طلب من الإمام عبد العزيز والشيخ محمد بن عبدالوهاب، إرسال أحد العلماء، فأرسلا إليه «عبد العزيز الحصين» الذي قام بنفس المهمة سابقاً، ولكن علماء مكة أخبروا الشريف غالب بأن ليس عندهم إلا إزالةً لنهج آباءه وأجداده، ومسك يده عما يصل إليه من خير بلاده، وانتهت مهمة علماء الدعوة بعد ذلك دون تحقيق فائدة.

## بداية الاشتباكات العسكرية
أصدر علماء مكة فتوى بوجوب قتال الشيخ وأتباعه إذا لم يعدلوا عن رأيهم، أعلن الشريف غالب بتجهيز حملة عسكرية عام (1205هـ/1790م) لمقاتلة آل سعود وكان الجيش بقيادة أخيه «عبد العزيز بن مساعد» وبقوة تقدر بعشرة آلاف جندي مزودة بالذخيرة والعتاد، سار بها الشريف عبد العزيز إلى نجد يستميل في طريقه القبائل والعشائر من قبائل الحجاز وشمَّر ومطير.
ووصلت الحملة تقدمها حتى بلغت «قصر البسام» المعروف في السّر، وحاصروا أهله وضربوه بالمدافع وحاصروه نحو 10 أيام، ثم تركوه على الرغم من أن حاميته لم تتجاوز 30 رجلاً، وواصلوا حتى قرية «شقراء". ولحق بهم الشريف غالب أمير مكة بنفسه، ليوطد لنفسه مكاناً لدى السلطان العثماني، فالتقى مع أخيه وسارا معاً إلى بلدة «الشعراء» وحاصرها ولم ينالوا منها، ثم توجهوا إلى «البُرُود» وحاصروه ولم يقدروا عليه أيضاً، فعادوا إلى مكة مهزومين.
أما قبائل مطير وشمَّر بعد عودة الشريف لمكة، تجمعوا قرب حائل، فأرسل إليه الإمام عبد العزيز جيشاً بقيادة ابنه سعود الذي استطاع من هزيمتهم في معركة العدوة، فأضعف بذلك مساندة الشريف. ويقول ابن دحلان أن الشريف غالب قام بأكثر من خمسين غزوة ضد السلفيين في نجد، وضد أنصارهم وحلفائهم في الحجاز وعسير، وذلك من سنة (1205-1220هـ). وقد أعاد الشريف غزو الدرعية بعام ولكنه لم ينجح وهُزم وعاد إلى مكة.
وبعد هزيمة الشريف في «الشعراء» وهزيمة حلفائه من قبائل مطير وشمَّر، جمع علماء مكة والمدينة لإرسال رسائل للدولة العثمانية يستنجدهم فيها من الخطر الوهابي على الحرمين، ولكن لم يعود عليه بشيء، وفي عام (1208هـ) حج أحمد باشا الجزار فشكا له الشريف غالب ما يعانيه من صعوبات ومتاعب من الوهابيين، فأشار إليه بكتابة تقرير مفصل، يبين كل ذلك إلى السلطان العثماني، ففعل. وعندما وصل التقرير السلطان العثماني أرسله لمجلس الشورى لدراسته، ولم يرى أعضاء المجلس ضرورة لاتخاذ أي إجراء تلبية لطلب الشريف.
وتكررت بينهم الغزوات حتى وقعة معركة «روغ النعام» (1210هـ/1795م) التي كانت بقيادة الشريف «فهيد» ضد بوادي قحطان وكان يتزعمها «هادي بن قرملة» فأنزلت بهم الهزيمة، ويقال أن الشريف فهيد أسر ابن قرملة ثم عفا عنه وأطلق سراحه، وقتل في هذه المعركة 30 رجلاً.
سار سعود بجيشه إلى الحجاز بعد الهزيمة التي لحقت بحلفائهم، فأغار على فرسان من عتيبة ومطير كانوا في «الحرة» وقتل منهم، وسار «مبارك بن هادي» ناحية نجران وأغار على بواديها، ثم كانت المعركة الكبيرة معركة «الجُّمانية» (1210هـ/1795م) التي وقعت بين «هادي بن قرملة» وجيش الحجاز بقيادة «ناصر بن يحيى» وكان النصر فيها للجيش السعودي، وغنم هادي منهم الإبل والغنم والأمتعة، وأخذو خيمة ناصر ومدفعه.
وبعد هزيمة جند الشريف غالب في الجُّمانية، ويأسه من معونة السلطان العثماني، حاول التقرب من الدرعية، فأرسل مندوبين عنه إلى الإمام عبد العزيز في الدرعية ليطلبوا منه علماء من أهل نجد يحضرون معهم إلى مكة، ويبينون لأهلها حقيقة الدعوة. فجاء إلى مكة كبار علماء نجد من بينهم الشيخ «حمد بن ناصر بن معمر»، فاستقبلهم الشريف وعقد لهم في قصره مجالس للمناظرة مع علماء مكة، وقد أجابهم الشيخ حمد أجوبة مقنعة لكنهم لم يرتضوها، وطلبوا منه كتابة الحجج التي أوردها والأجوبة التي أجابهم بها، فاستجاب لهم، لكنهم لم يسلموا بما ورد في كتاباته. وبدأت الدعوة تنتشر في بوادي الحجاز وبعض البلدان في جبال عسير، مثل بيشة وتربة التي كانت خاضعة لأشراف مكة، فأثار ذلك الشريف غالب فقاتلهم عدة مرات.

## معركة الخرمة
وفي عام (1212هـ/1797م) وقعة معركة شهيرة معركة «الخرمة»، ففي نفس العام أرسل الشريف غالب جيشاً بقيادة «عثمان المضايقي» إلى «عقيلان» هُزم فيها عثمان. وسار أمير الدواسر إلى بيشة والجنينة وحاصرهما حتى استسلمتا وأخذ الأمير منهم البيعة لعبد العزيز، وعندما علم بذلك الشريف غالب أرسل إلى تلك البلدتين وحاصرهما وقتلوا عدد كثير من أهلها واستولوا على أموالهم، ثم ساروا إلى «رنية» التي بقيت صامدة، فتركها وذهب إلى بيشة وأقام فيها أياماً واعتقل جماعة من أهل الدعوة، ثم سار إلى «الخرمة» وفيها أنصار للدعوة فأمر بحرقها، وفي ذلك الوقت وصلت قوات «هادي بن قرملة» أمير قحطان، وقوات «ربيع بين زيد» أمير الدواسر لمساندة أهل «الخرمة» فداهموا جنود الشريف ومنزله في الخرمة وانهزم فيها هزيمة. وطلب الشريف غالب من الإمام عبد العزيز بعد هزيمته في «الخرمة» صلحاً في عام (1213هـ/1798م)، فأجابه على شروط:
1. المسالمة، ووقف الحرب بينهم.
2. السماح لأهل نجد بالحج لبيت الله الحرام.
3. تعيين حدود للمالك والقبائل التي تحت طاعة الشريف والتي تحت طاعة عبد العزيز.

وقد تم الصلح بينهما قائماً حتى عام (1217هـ/1802م)، إذ انتقض الصلح بينهما ذلك العام، فأرسل الشريف غالب وفداً إلى الإمام عبد العزيز للمفاوضة، وكان على رأس هذا الوفد «عثمان المضايفي» الذي انضم للدولة السعودية ذلك الوقت، بعد أن كان مقتنعاً بالدعوة أذ حضر مجالس لعلماء الدعوة السلفية الذين قدموا إلى مكة، وكان انضمامه للدولة السعودية أثراً في إضعاف الأشراف، كما أن كثير من قبائل الحجاز انضمت إليه وأعلنت خروجها على الأشراف، وكان ذلك مكسباً عظيماً للسعوديين لأن عثمان كان قريباً من غالب وعلى علم بنقاط ضعفه العسكرية.

## ضم الطائف
عاد المضايفي من الدرعية إلى «العُبيلا» وهي قرية بمنطقة الطائف، وأخذ يجمع عربان الحجاز والطائف وتربة حوله، فسار إليه الشريف غالب ووقع القتال بينهم، ولم يستطيع أن ينتصر فيها على المضايفي فتوجه إلى الطائف. فأخذ المضايفي يرسل إلى نجد لمساعدته، فأجابت وأرسلت إليه بمدد من أمير بيشة «سالم بن شكبان»، فسار بهم إلى الطائف والشريف بها، فهاجمها، واستمر القتال بينهم 3 أيام، وتفرق عربان الشريف ودخلهم الفشل، وهموا بالانسحاب، فطلب منهم الشريف القعود ويعطيهم ما أرادوا من المال فرفضوا. وظهر خلل كثير في السور والأبراج مما دعا جملة من الأشراف منهم عبد الله بن سرور إلى الرحيل عن الطائف والتوجه لمكة. وفي الصباح جاء من أخبر غالب أن المضايفي و«سالم بن شكبان» ومن معهم من العربان شوهدوا نازلين إلى مكة، فعزم أن يسبقهم غالب إلى مكة من الطريق الثاني فغادر قصره في حوايا، ومر بالطائف وحرضهم على القتال. وبذل المال للعسكر ومن بقي من البوادي وأعطى كل واحد عشرة مشاخصة ونزل إلى مكة عن طريق المثناة.
ولما غاب الشريف عن الطائف دخل أهل البلد الفشل فتركوا الحصون والأسوار وجاء «دخيل الله بن جريب» من أهل الطائف، وأخبر جنود السعوديين برحيل غالب إلى مكة فأقبلوا على الطائف وتقدمهم «عبد الله البويحث» مع ابن جريب ليعرف مدى القوة الباقية في السور. وجاء إلى بيت إبراهيم الزرعة وهو من الأعيان والأغنياء فاتفق معه على مبلغ من المال يدفع لسلامة أهل البلاد، فخرج البويحث ليأتي بالأمان من المضايفي فرُمي برصاصة من أهل الطائف فمات.
فلما علم الجيش السعودي بذلك حملوا على السور فلم يجدوا من يدافعهم فخرج من خرج هارباً، وارتكب ضد أهالي الطائف فضائع كثيرة، قدرها ابن بشر بمائتين قتيل. دخل الطائف في الطاعة، وجمع المضايفي من الطائف أموالاً كثيرة. وأصدر الإمام عبد العزيز عام (1217هـ/1802م)، أمراً بتعيين المضايفي أميراً على الطائف، وتمكن المضايفي من ضم ميناء القنفذة الذي كان تابعاً للشريف غالب، وأخبر «سعود بن عبد العزيز» بذلك، فأسرع سعود متوجهاً للحجاز، فعسكر في وادي العقيق على مقربة من مكة.
كان الشريف غالب قد حاول مع أمراء الحج نجدته ضد الجيش السعودي، إلا أنهم رفضوا ذلك، فما كان منه أن استبقى أمراء الحج أياماً معدودة في مكة ليستطيع جمع أمواله ونقلها إلى جدة، ففعل ذلك ثم قام بإحراق داره ونزل إلى جدة.

## دخول مكة وانضمام المدينة للدعوة
وبعد أن قضى الحجاج مناسكهم، سار سعود بالجموع فنزلوا المغاسل وأحرموا منها بعمرة، وفي مكة غادر الشريف غالب إلى جدة، وتركها لأخيه «عبد المعين بن مساعد» بعد أن رأى عدم مقدرته على مقاومة هذا الجيش، وعندما وصول سعود إلى مكة، أعلن «عبد المعين» استعداده لتسليم مكة على أن يبقى في شرافتها، فوافق سعود على ذلك ودخل مكة محرماً في يوم السبت الثامن من محرم (1218هـ/1803م)، وأعطى أهلها الأمان وبذل فيها من الصدقات والعطاء لأهلها. وبعد أن فرغ من الطواف والسعي، فرق أهل النواحي يهدمون القباب على القبور، والمشاهد الشركية، وأقام بها أكثر من عشرين يوماً، واستطاعوا هدم جميع القباب وجعلوها تراباً.
وأرسل الأمير سعود للسلطان سليم الثالث رسالة، يخبره فيها أنه أعطى الأمان لأهل مكة، وهدم مافيها من أمور وثنية، وطلب منه منع والي دمشق والقاهرة من القدوم للحج بالمحمل والزمور. ثم رحل سعود من مكة إلى جدة بعد أن أرسل لهم كتاباً يطلب فيه من أهلها الدخول في طاعته، إلا أنهم لم يستجيبوا فحاصرهم أياماً ثم تركهم، بعدما وجدها محصنة بسور حصين، وقفل عائداً إلى الدرعية، وقد حاول المضايفي بعد ذلك حصار جدة لدخولها إلى أنه تخلى عن الأمر بعدما رأى تسلح السكان بما فيهم الأجانب.
وفد إلى الدرعية عام (1218هـ/1803م) وفداً من عشائر حرب، وكانت أكبر القبائل التي تسكن بين الحرمين، فبايع الوفد سعوداً على السمع والطاعة، وأرسل معهم معلماً يعلمهم التوحيد، فضربت قبائل حرب الحصار على المدينة وأقامت حصناً بجوارها، وانضم سكان قباء للدعوة واشتركوا في الحصار، فكاتب أهل المدينة الدرعية بعد أن استمر الحصار سنتين، معلنين الدخول في الطاعة، وتمت البيعة عام (1220هـ/1805م) ودخلت طيبة من المدن الموالية للدولة والدعوة.

## ضم مكة
وبعدما عاد الأمير سعود إلى الدرعية، خرج غالب بن مساعد إلى مكة، فدخلها دون معارضة من أخيه «عبد المعين»، وأخرج الحامية النجدية من مكة، وأصدر الإمام سعود عام (1220هـ/1805م) ببناء حصن في وادي فاطمة بجوار مكة، وأقام فيها حامية قوية، كما أصدر أمراً إلى عامله على عسير وألمع وتهامة بأن يسير على رأس قوة إلى جدة لمنازلتها، ووصلت الحملة مكان يسمى «السعدية» ورابطت فيه، فخرج إليها الشريف بقوة فهزمته فعاد إلى مكة وتحصن فيها.
فرضت الدرعية حصارها على مكة وأغلقت كل باب في وجهها ما عدا البحر، فساءت الحالة داخلها، واشتد الغلاء، حتى أن بعضهم مات جوعاً. وفي السنة التالية أمر الإمام سعود أمراءه في الطائف وبيشة وعسير، بالسير إلى مكة ليضيقوا عليها، فأرسل الشريف غالب للأمير سعود معلناً استعداده للدخول في طاعته ومبايعته على السمع والطاعة، فاستجاب له وأمر برفع الحصار، ففتحت الطرق، وتحسن الحال في مكة.
وصل الإمام سعود مكة (1221هـ/1806م) على رأس وفود كثيرة، فاستقبله الشريف وبايعه على السمع والطاعة، فأجلى سعود كل من كان من الترك في مكة ووزع الصدقات، ومنع الدعاء للسلطان العثماني على منابر مكة، وكسى الكعبة بأجود أقمشة الحرير الحمراء، فكان أول من كساها من آل سعود. ثم قصد المدينة فاستقبلته أحسن استقبال، وأخذ أموال الحجرة الشريف واشترى قسماً منها لنفسه، وباع وقسم الباقي على عدد من الأعيان، ورتب أمور المدينة ووضع فيها حامية وأجلى الموظفين الأتراك منها.

## نتائج ضم الحجاز
- زادت قوة وهيبة الدولة السعودية إذ أصبحت تسيطر على معظم أجزاء الجزيرة العربية
- انتشار الدعوة السلفية واعتناق الكثير لمبادئها
- زوال التبعية الإسمية بالعثمانيين في الحجاز
- كسبت الدولة السعودية مكاسب اقتصادية كبيرة
- ظهور ضعف الدولة العثمانية في مواجهة الدولة السعودية
- منع الحجاج من الشام واستنبول ونواحيها القدوم للحج بالبدع مثل المحمل والمزامير ونحوها؛ ولأن سعود تخوف من غالب شريف مكة إذ دخل الحواج الشامية وأتباعهم مكة أن ينقلب على الدولة السعودية[10]